# Дубовик Феодосій Сидорович
Феодосій Сидорович Дубовик (1869, с. Омельник, Полтавська губернія, Російська імперія (нині Полтавська область, Україна) — після 1917) — український селянин, депутат Державної думи I скликання від Полтавської губернії.

## Біографія
Народився 1869 року в селі Омельник, Кременчуцького повіту Полтавської губернії, Російська імперія. Українець. Десять років був на військовій службі, де навчився грамоти. Займався землеробством (1 десятина надільної землі). З початком російсько-японської війни був призваний із запасу в діючу армію і пробув у ній два роки.
1906 року був обраний членом I Державної думи від Полтавської губернії. Входив до групи безпартійних.
Подальша доля невідома.